# Тебеньков, Анатолий Никифорович
Анатолий Никифорович Тебеньков (15 декабря 1924, Верхняя Нярпа, Вятская губерния — 13 марта 1981, Иваново) — комсорг стрелкового батальона 487-го Краснознаменного стрелкового полка 143-й Конотопско-Коростеньской Краснознамённой ордена Суворова стрелковой дивизии 47-й армии 1-го Белорусского фронта, Герой Советского Союза.

## Биография
Родился 15 декабря 1924 года в деревне Верхняя Нярпа (ныне Афанасьевский район Кировской области) в семье русского крестьянина.
Накануне войны в 1941 году окончил лесотехнический техникум в городе Кудымкар, раньше столица Коми-Пермяцкого национального округа. Работал мастером в Бисеровском леспромхозе.

### Участие в Великой Отечественной войне
В ноябре 1941 года был призван Бисеровским райвоенкоматом в Красную Армию. На фронте с декабря 1941 года в составе 47-го артиллерийского полка 51-й армии. В январе 1942 года получил лёгкое ранение. После госпиталя Тебеньков был направлен на обучение во 2-е Ростовское артиллерийское училище, эвакуированное в Молотов (ныне Пермь), но учёбу не закончил.
С февраля 1943 года Тебеньков в составе 460-го отдельного миномётного полка РГК принимал участие в боях на Донском и Воронежском фронтах. В январе 1944 года утверждён комсоргом батальона, тогда же окончил курсы комсоргов и парторгов батальонов и стал членом ВКП(б)/КПСС. С июля 1944 года Тебеньков служил комсоргом 487-го стрелкового полка 143-й стрелковой дивизии, в составе которой воевал на 1-м Украинском и 1-м Белорусском фронтах. В боях за город Ковель Тебеньков получил ранение и был отправлен в госпиталь, после которого вернулся в свой батальон.
Комсорг батальона 487-го стрелкового полка лейтенант Тебеньков отличился в боях при форсировании реки Вислы. 15 января 1945 года, во время прорыва сильно укреплённого рубежа противника, Тебеньков в составе 2-го стрелкового батальона переправился через реку, заняв рубеж шоссейной дороги в районе населённого пункта Чонсткув. Противник, стремясь выбить советские войска, трижды бросался в контратаки с использованием танков и бронетранспортёров, но, благодаря умело организованной обороне и яростному сопротивлению, всякий раз терпел поражение. 5-я стрелковая рота, где в тот момент находился Тебеньков, уничтожила 9 машин противника с боеприпасами и снаряжением.
Указом Президиума Верховного Совета СССР за образцовое выполнение заданий командования и проявленные мужество и героизм в борьбе с немецко-фашистскими захватчиками лейтенанту Тебенькову было присвоено звание Героя Советского Союза с вручением медали «Золотая звезда» (№ 6427).
День Победы лейтенант Тебеньков встретил в поверженном Берлине. За успешные действия при штурме Берлина он был награждён орденом Отечественной войны 1-й степени.

### После войны
После войны Анатолий Тебеньков продолжил службу в армии. В августе 1946 года был демобилизован с должности комсорга курсантского батальона Харьковского танкового училища и вернулся на родину, к своей довоенной профессии. В 1949 году был избран секретарём Подосиновского района Кировской области.
В 1951 году Тебеньков был повторно призван в армию. Служил заместителем командира батальона по политической части в частях Московского и Горьковского военных округов. В 1954 окончил курсы заместителей командиров батарей по политической части. В ноябре 1955 года был переведён в Сталинский райвоенкомат города Иваново. В 1962 году майор Тебеньков уволен в запас.
В дальнейшем Анатолий Тебеньков жил в городе Иваново. Работал мастером подъёмно-транспортного оборудования на предприятии железнодорожного транспорта.
13 марта 1981 года Анатолий Никифорович Тебеньков скончался. Похоронен на кладбище Балино в Иваново.

## Награды
- Медаль «Золотая Звезда» (№ 6427);
- орден Ленина;
- орден Отечественной войны 1 степени;
- орден Красной Звезды;
- медали.

## Память

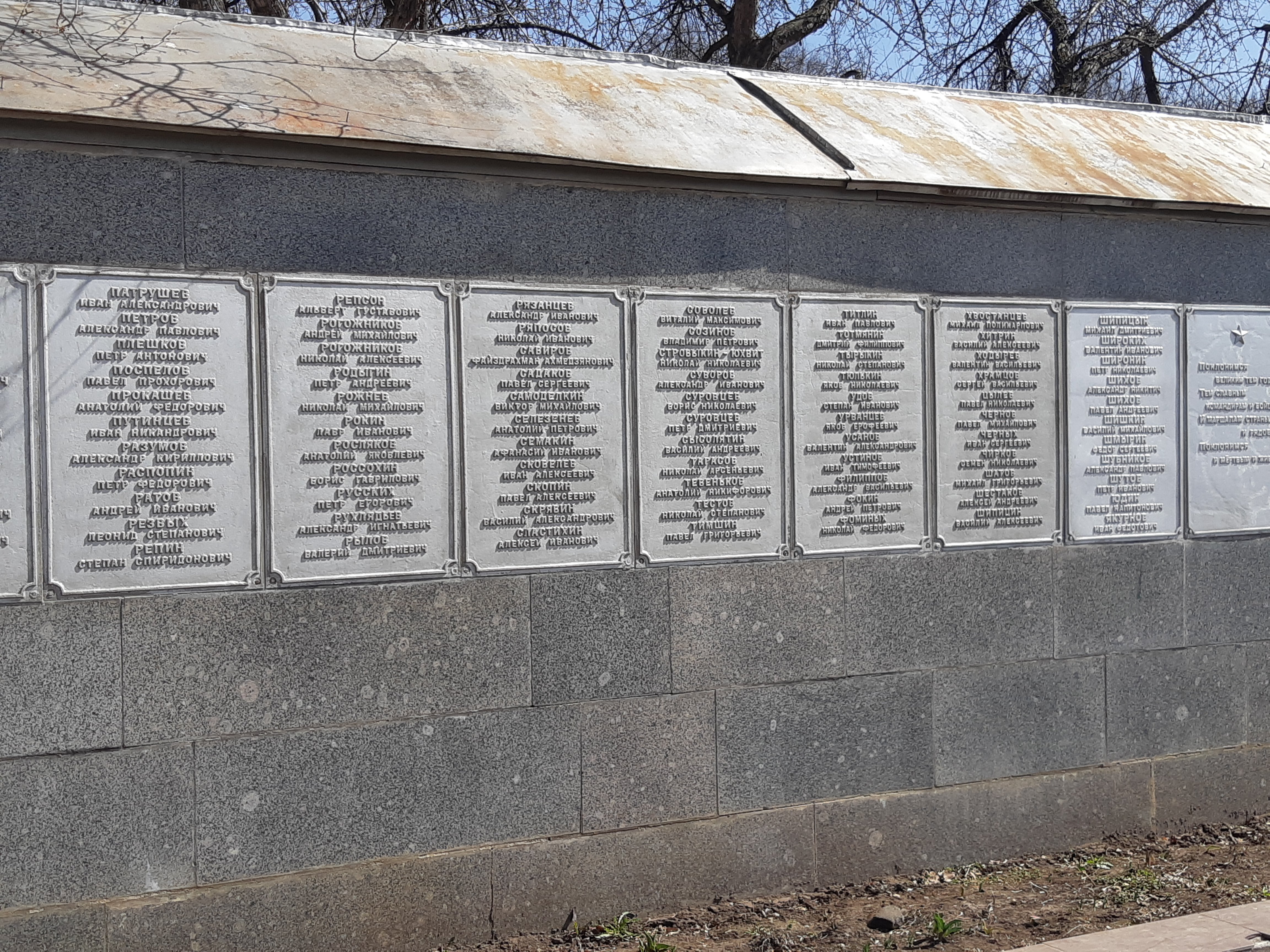
Имя Героя на мемориальной доске в парке г. Кирова

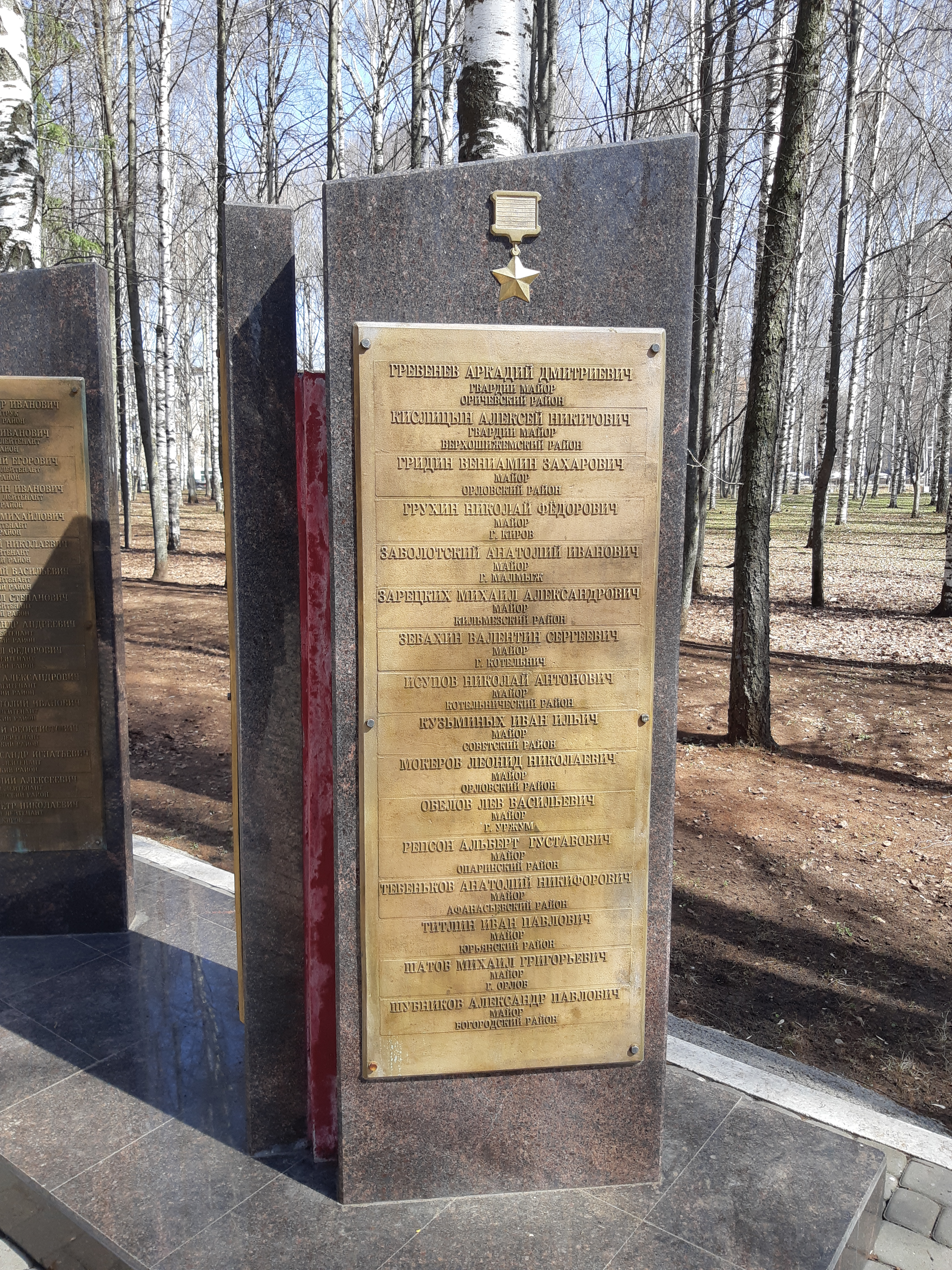
Имя Героя на гранитной стелле в парке Победы в Кирове.

- Его имя на гранитной стелле в парке Победы в Кирове.
- Имя Героя Советского Союза увековечено на мемориальной доске в честь кировчан — Героев Советского Союза в парке дворца пионеров города Кирова
- Имя Героя высечено золотыми буквами в зале Славы Центрального музея Великой Отечественной войны в Парке Победы г. Москва.
- Город Иваново, памятник на могиле.
- В 2005 году в селе Георгиево Афанасьевского района Кировской области именем героя названа улица, на одном из домов установлена мемориальная доска.